# ثریا (روزنامه)
روزنامه ثریا در سال ۱۳۱۶ هجری قمری به قلم علی‌محمد خان شیبانی کاشانی معروف به پرورش انتشار خود را در قاهره آغاز نمود، ثریا هنگامی که در قاهره انتشار می یافت با وجود عمر کوتاه خود در روشن کردن افکار ایرانیان و بنیان اساس عدل و داد سهم بزرگی داشت.
دوره دوم روزنامهٔ ثریا به مدیریت فرج‌الله کاشانی در تهران منتشر می‌شد و دوره سوم از ذیقعده ۱۳۲۷ به سردبیری احمد خاوری کاشانی با چاپ سنگی و هفته‌ای دو شماره در کاشان منتشر شد. 
انتشار روزنامهٔ ثریا در کاشان تا شعبان ۱۳۲۸ ادامه داشت، تا این‌که با یورش نایبیان کاشان به شهر، نویسندگان این روزنامه نیز به تهران گریخته و ثریا را هم برای همیشه به تاریخ سپردند.
ادوارد براون ثریا را گرانقدرترین و ارزشمندترین روزنامه دوران استبداد پیش از مشروطیت می‌داند و معتقد است که «نتایج حاصله از تأثیر آن‌ها (روزنامه‌های ثریا و پرورش)... طی سال‌های ۱۳۱۶ تا ۱۳۱۸ قمری انقلاب فکری عظیمی در میان جوانان پدید آورده و افکار عامه را سخت تهییج و درباریان را مات و مبهوت ساخت.»